# ووفر

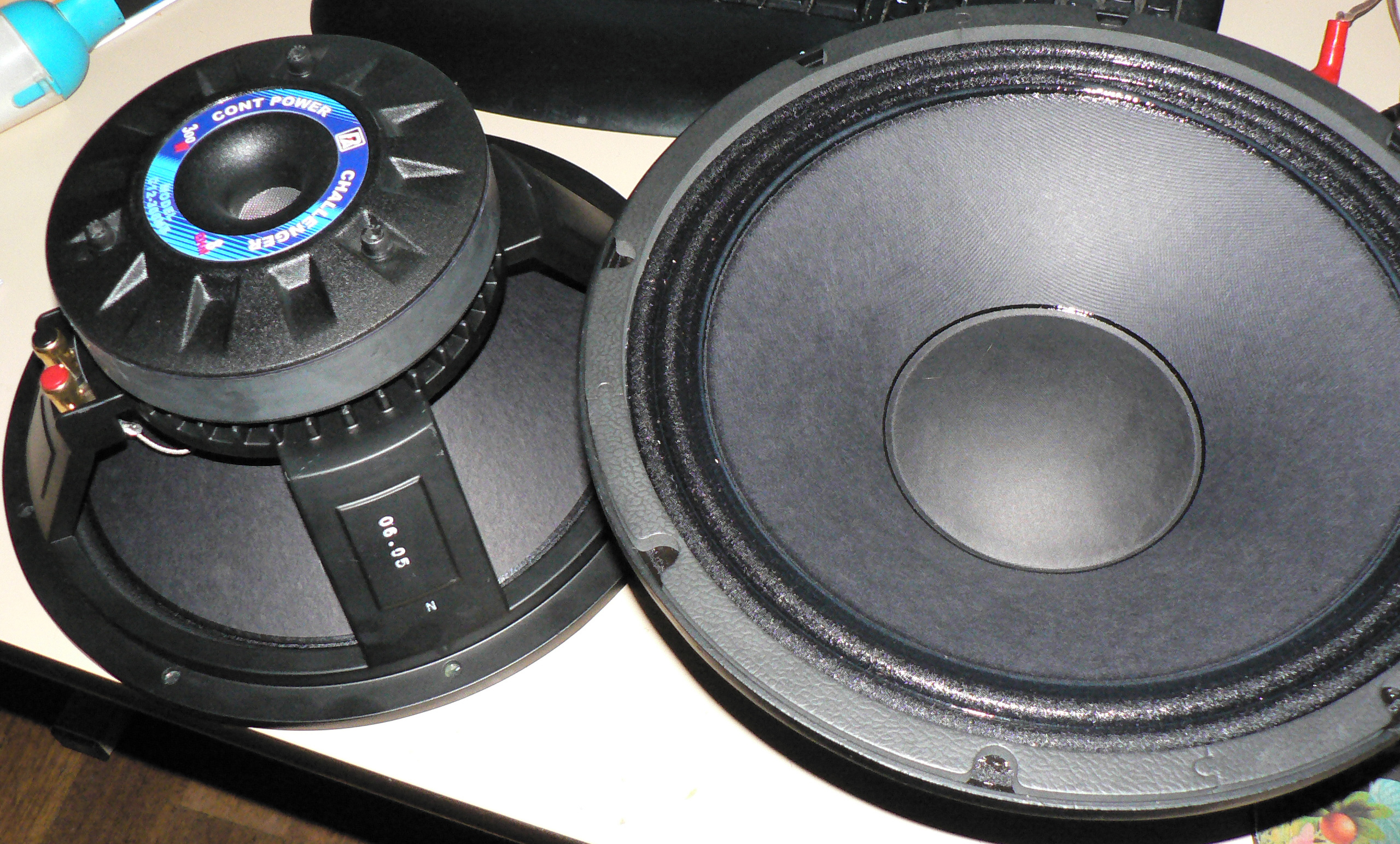
سماعة ووفر

سماعة ووفر (بالإنجليزية:  Woofer)‏ هي سماعة الترددات المنخفضة و تغطي المجال الترددي من 40 وحتى 2500 هرتز، وهي سماعة مثالية لإنتاج الأصوات في المسرح المنزلي و المساجد و قاعات الاجتماعات، وهي الجزء الأساسي لإنتاج الترددات المتوسطة والمنخقضة.